# Everclear
Gli Everclear sono una band rock nata a Portland (Oregon), USA, nel 1992.

## Storia
Per gran parte della loro carriera la band ha presentato una formazione stabile composta dal leader Art Alexakis (voce, chitarra), Craig Montoya (basso, voce) e Greg Eklund (batteria) che era subentrato al primo batterista, Scott Cuthbert, nel 1994. Montoya e Eklund lasciarono la band nel 2003, ma Alexakis continuò a suonare con una nuova line-up mantenendo il soprannome Everclear e arricchendo il suono del gruppo con l'aggiunta di un secondo chitarrista e di un tastierista. Nel 2019 Alexakis ha rivelato di essere affetto da sclerosi multipla, diagnosticatagli nel 2016 dopo un incidente.  

## Discografia
Album in studio
- 1993 – World of Noise
- 1995 – Sparkle and Fade
- 1997 – So Much for the Afterglow
- 2000 – Songs from an American Movie Vol. One: Learning How to Smile
- 2000 – Songs from an American Movie Vol. Two: Good Time for a Bad Attitude
- 2003 – Slow Motion Daydream
- 2006 – Welcome to the Drama Club
- 2012 – Invisible Stars
- 2015 – Black Is the New Black

EP
- 1993 – Nervous & Weird
- 1997 – White Trash Hell

Album dal vivo
- 1998 – Live from Toronto
- 2023 – Live at the Whisky a Go Go

Compilation
- 2004 – Ten Years Gone: The Best of Everclear 1994-2004
- 2006 – The Best of Everclear

### Singoli
- 1994 – Fire Maple Song
- 1995 – Heroin Girl
- 1995 – Sparkle and Fade
- 1995 – Santa Monica
- 1996 – Heartspark Dollarsign
- 1996 – You Make Me Feel Like a Whore
- 1997 – Everything to Everyone
- 1998 – I Will Buy You a New Life
- 1998 – Father of Mine
- 1999 – One Hit Wonder
- 1999 – The Boys Are Back in Town
- 2000 – Wonderful
- 2000 – AM Radio
- 2001 – When It All Goes Wrong Again
- 2001 – Out of My Depth
- 2001 – Brown Eyed Girl
- 2001 – Rock Star
- 2003 – Volvo Driving Soccer Mom
- 2003 – The New York Times
- 2006 – Hater
- 2007 – Glorious
- 2008 – Rich Girl
- 2008 – Jesus Was a Democrat
- 2009 – At the End of the Day
- 2012 – Be Careful What You Ask For
- 2015 – The Man Who Broke His Own Heart
- 2022 – Year of the Tiger
- 2024 – Sing Away

### Apparizioni in compilation
- 1999 – Woodstock 1999